# Жировик (мінералогія)

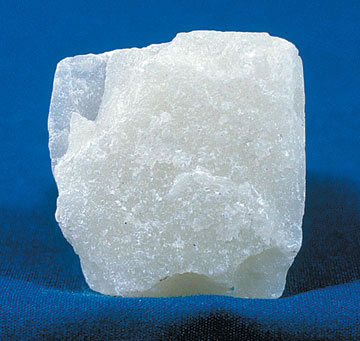
Блок стеатиту (тальку)

Жировик (стеатит) — суцільноволокнисті скупчення тальку.
Від грецьк. «стеатос», «стеар» — жир, сало (F. Von Gronstedt, 1758).
Назву цій відміні тальку дано за її характерну тактильну властивість — камінь настільки гладкий, що видається масним, або мильним на дотик.
Його синоніми: восковий камінь, пічний камінь.

## Властивості

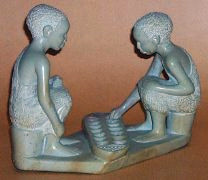
Фігурки зі стеатиту

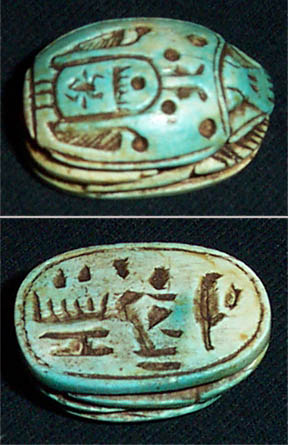
Давньоєгипетський амулет скарабея з різьбленого і полірованого стеатиту

Колір білий, сірий, коричневий, з зеленкуватим або жовтуватим відтінком. Рідше зустрічається червонуватий, або темно-вишневий стеатит. Блиск — матовий до шовковистого. Твердість — 2-3 за шкалою Мооса; густина — 2,6-3,3 г/см³. Характерною особливістю стеатиту є його теплостійкість — він швидко нагрівається і повільно вистигає. Саме через це він застосовується в коминах і пічках. Також його використовують як вирібне каміння, для художнього різьблення. Легко забарвлюється. Підфарбований стеатит часто видають за нефрит.

## Поширення
Знахідки: Фіхтельґебірґе (ФРН), Східний Саян, Урал (Росія).

## Застосування
У давньогрузинському царстві використовували кецзе (груз. კეცზე) — плескату пательню зі стеатиту, в якій випікали хліб, мчаді, хачапурі, обсмажували курчат, рибу тощо.
З жировика виготовлений зовнішній шар майже сорокаметрової статуї Христа-Спасителя у Ріо-де-Жанейро.
Стеатитове покриття використовується компанією Атлантік (Франція) для збільшення терміну служби нагрівальних ТЕНів в електричних бойлерах. Завдяки цьому матеріалу нагрівальний елемент не покривається накипом, не шумить, має збільшений ресурс роботи[джерело?].

## Стеатизація
Стеатизація — процес гідротермальної зміни ультраосновних комплексів, які на кінцевих стадіях приводять до утворення тальку.